# Atlántida megye
Atlántida Honduras egyik megyéje. Székhelye La Ceiba. 1902-ben lett külön megye, területe előtte Columbus, Cortés és Yoro megyéhez tartozott.

## Földrajz
Az ország északi részén található. Megyeszékhely: La Ceiba

## Települések
A megyében 8 község található:
1. Arizona
2. El Porvenir
3. Esparta
4. Jutiapa
5. La Ceiba
6. La Masica
7. San Francisco
8. Tela

## Történelem
A megye 1902-ben jött létre Colón, Cortés és Yoro megye korábbi területeiből. 1910-ben körülbelül 11 370 ember élt itt. Megyeszékhelye, La Ceiba virágzó éjszakai élettel rendelkezik.